# Магдесян, Эммануил Яковлевич
Эммануил Яковлевич (Манук Акопджанович) Магдесян (23 апреля 1857, Армянский Базар — 18 ноября 1908, Симферополь) — русский художник-маринист армянского происхождения.

## Биография

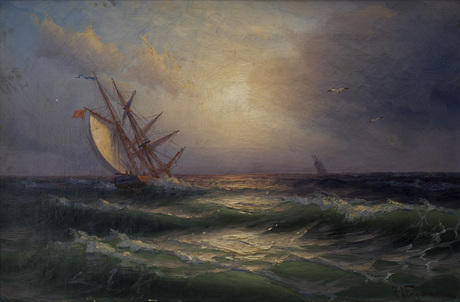
«Вид моря с парусными лодками»

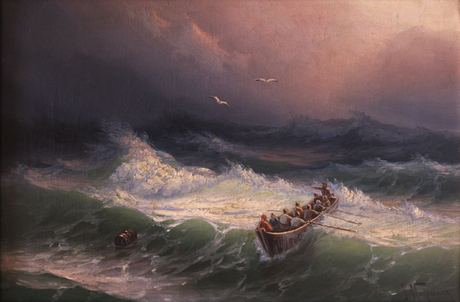
Буря на море, 1898 год

Родился в бедной армянской семье. В 1878 году был принят в Академию художеств в Петербурге вольнослушателем. Окончил Академию в 1892 году. Во время обучения получил сначала малую, а затем большую серебряную медаль. После окончания три года жил в Феодосии, работая в мастерской Ивана Айвазовского. В 1895 году переехал в Симферополь, где и жил до смерти в 1908 году.
При мастерской Магдесян открыл для публики картинную галерею, в которую входили как картины его авторства, так и подаренные ему работы других художников. Галерея стала первым публичным художественным музеем Симферополя.
Большая часть картин художника содержалась в Симферопольском художественном музее и погибла в 1941 году при эвакуации. По всей территории бывшего СССР сохранилось лишь несколько десятков картин, многие из которых находятся в частных собраниях.